# Elaphoglossum unduaviense
Elaphoglossum unduaviense är en träjonväxtart som beskrevs av Eduard Rosenstock. Elaphoglossum unduaviense ingår i släktet Elaphoglossum och familjen Dryopteridaceae. Utöver nominatformen finns också underarten E. u. leptophylloides.